# BM-21
El  BM-21, anomenat  Grad  (calamarsa en rus), és un sistema múltiple de llançament de coets soviètic. El BM-21 és un dels representants més nombrosos i efectius d'aquest tipus de sistema d'armes, com ha estat àmpliament comprovat en diferents teatres d'operacions al voltant del món.

## Història
Va entrar en servei per a l'Exèrcit de la Unió Soviètica el 1963, des de 1976 el sistema va ser muntat en el xassís Ural-4320 desenvolupat per la fàbrica d'automòbils "Ural" (Rússia), el sistema d'artilleria està format per 40 tubs llançadors.
El principal rol tàctic del "Grad" és destruir les forces enemigues en el camp, inclosos vehicles d'artilleria i transport. També és usat per a la detecció a distància de camps minats i també per a la guerra electrònica.

## Usuaris
Aquest vehicle encara es troba en servei en molts països que van formar part del pacte de Varsòvia i ha estat en acció en múltiples conflictes per molts anys. També han estat utilitzats pel grup islàmic Hamas en els seus atacs contra la població israeliana en el Conflicte araboisraelià durant el març de 2006.